# Superstar (piosenka)
Superstar – piosenka Jamelii, która znajduje się na płycie Thank You.

## Lista utworów
| #                     | Tytuł                             |                       |                       |
| Wersja angielska CD 1 | Wersja angielska CD 1             | Wersja angielska CD 1 | Wersja angielska CD 1 |
| --------------------- | --------------------------------- | --------------------- | --------------------- |
| 1.                    | Superstar                         |                       |                       |
| 2.                    | Bounce (Mizchif Makaz mix)        |                       |                       |
| Wersja angielska CD 2 |                                   |                       |                       |
| 1.                    | Superstar (original version)      |                       |                       |
| 2.                    | Superstar (Rob Reef Tewlow remix) |                       |                       |
| 3.                    | Ayo Superstar (JD remix)          |                       |                       |
| 4.                    | Superstar (video)                 |                       |                       |

## Certyfikaty i sprzedaż
| Kraj            | Najwyższa pozycja |
| --------------- | ----------------- |
| Australia       | 1                 |
| Austria         | 3                 |
| Belgia          | 6                 |
| Finlandia       | 9                 |
| Francja         | 3                 |
| Holandia        | 3                 |
| Irlandia        | 19                |
| Niemcy          | 4                 |
| Norwegia        | 9                 |
| Nowa Zelandia   | 1                 |
| Szwajcaria      | 2                 |
| Szwecja         | 8                 |
| Wielka Brytania | 3                 |
| Włochy          | 5                 |